# Asamblea Nacional de Botsuana
La Asamblea Nacional es el órgano legislativo unicameral de la República de Botsuana y conforma el Parlamento de Botsuana junto al presidente. La Asamblea aprueba la legislación, proporciona ministros para formar el Gabinete y supervisa el trabajo del gobierno. También es responsable de aprobar los presupuestos del país. Está asesorado por la Cámara de Jefes, un órgano consultivo de jefes tribales que también forma parte del Parlamento, pero que no es una cámara. Botsuana es una república parlamentaria, por lo que el presidente necesita de la confianza de la Asamblea para gobernar.
Si bien hubo predecesores legislativos de la Asamblea Nacional durante el dominio colonial (el protectorado británico de Bechuanalandia), no fue hasta la independencia en 1966 que se formó oficialmente la Asamblea Nacional moderna. Desde entonces, ha habido elecciones multipartidistas constantes y cinco transiciones presidenciales pacíficas.
Actualmente hay 65 escaños en total en la Asamblea Nacional. Los votantes eligen 57 miembros en circunscripciones uninominales por simple mayoría de votos para un mandato de cinco años. Mientras tanto, seis miembros son «elegidos especialmente» por la Asamblea de entre una lista de candidatos propuesta por el presidente. Finalmente, el mismo presidente y el portavoz parlamentario son miembros ex officio.
A pesar de la celebración de elecciones periódicas razonablemente limpias, la Asamblea Nacional de Botsuana no ha escapado a las críticas. En todas las elecciones desde las elecciones fundacionales en 1965 hasta 2024, el Partido Democrático de Botsuana (BDP) obtuvo la mayoría de escaños en el órgano legislativo. Como resultado, no se produjo una transición de poder entre partidos por 58 años, hasta la primera derrota del BDP en 2024, que condujo al arribo al poder de la coalición Paraguas para el Cambio Democrático (UDC). Además, los académicos de ciencias políticas a veces han expresado preocupación por la Asamblea Nacional debido a sus pocas mujeres parlamentarias y su interconexión con el ejecutivo.

## Rol y estructura
La Asamblea Nacional de Botsuana es parte del poder legislativo del Gobierno Nacional de Botsuana y, por tanto, tiene la función principal de debatir y aprobar proyectos de ley. La Asamblea Nacional siempre está compuesta por 57 miembros elegidos directamente en circunscripciones electorales uninominales. Junto a estos miembros electos hay también seis miembros nominados por el presidente, que son «especialmente electos» para sus cargos por la Asamblea Nacional. Por último, también puede haber hasta dos miembros ex officio, uno de los cuales es siempre el presidente. Originalmente, el propósito de los miembros «especialmente electos» era crear representación en la Asamblea Nacional para los grupos minoritarios del país. Más tarde, los parlamentarios buscarían reservar estos lugares para personas con las habilidades más buscadas. En tiempos recientes, sin embargo, los escaños «especialmente electos» han servido en esencia como una forma para que el partido mayoritario aumente su número de escaños en la asamblea.
Entre los miembros de la Asamblea Nacional se encuentran también un presidente o portavoz (en inglés: «Speaker»), un vicepresidente y el líder de la Oposición. Aunque el portavoz suele ser miembro de la Asamblea Nacional, los parlamentarios no tienen que desempeñar este papel con otro parlamentario. Como resultado, cuando los parlamentarios eligen a un portavoz ajeno al órgano de gobierno, el portavoz se convierte en el miembro número 65 de la Asamblea Nacional. Si lo desea, dos tercios de los miembros pueden votar para destituir al portavoz. Por otra parte, además de ser miembros de la Asamblea Nacional, algunos parlamentarios también forman parte del Gabinete. En un momento dado, hubo 26 ministros del gabinete en la Asamblea Nacional, 8 de los cuales eran ministros adjuntos. En otras palabras, el 42% de la Asamblea Nacional también formaba parte del Gabinete.
En general, el objetivo principal de la Asamblea Nacional es debatir y aprobar proyectos de ley. Normalmente, el presidente presenta proyectos de ley y los miembros del gabinete tienen la capacidad de examinarlos primero. A pesar de esto, sin embargo, hay algunos proyectos de ley que ingresan exitosamente a la Asamblea Nacional por diferentes vías. Luego, después de llegar a la Asamblea Nacional, un proyecto de ley debe obtener una mayoría simple para pasar al Presidente. Finalmente, una vez que el presidente da su aprobación al proyecto, este se convierte en ley. Sin embargo, para que un proyecto se convierta en ley no puede contradecir la constitución de Botsuana. Si una ley va en contra de la constitución, el poder judicial tiene derecho a declararla inválida.
Además de aprobar proyectos de ley, la Asamblea Nacional también tiene el poder de elegir al presidente de la República. Esta elección no se produce mediante votación, sino en función de si un partido tiene o no mayoría en la Asamblea Nacional. Dado que el Parlamento de Botsuana es una combinación entre la Asamblea Nacional y el presidente, la elección del presidente forma el Parlamento. Entonces, a diferencia de muchos sistemas parlamentarios, el presidente actuará como jefe de Estado y jefe de Gobierno. Dentro de esta función, el presidente tiene el poder de presentar legislación, hablar y votar en la legislatura. Además, también tienen la facultad de convocar, prorrogar y disolver la Asamblea Nacional.
En el caso de que el presidente declare el estado de emergencia pública, la Asamblea Nacional también adquiere otro propósito. En este escenario, el presidente adquiere el poder de crear de forma independiente regulaciones amplias que sean necesarias para sofocar la emergencia. Sin embargo, debido a la Ley de Poderes de Emergencia aprobada en 1966, en esta circunstancia la Asamblea Nacional tiene el poder de actuar como control y debe aprobar las regulaciones de emergencia del presidente.

## Historia

### Orígenes precoloniales y coloniales
A menudo, en Botsuana, los jefes gobiernan localmente convocando reuniones comunitarias llamadas "Kgotlas". Algunos académicos, como el politólogo John Holm, señalan tales reuniones como ejemplos de cómo la cultura Tswana encarna temas de discurso y debate públicos. Evidentemente, estos valores ejemplifican las primeras nociones de principios democráticos en los valores populares.
Dentro de este contexto cultural, los jefes mantuvieron el gobierno local durante todo el dominio colonial. Durante la este tiempo, los británicos gobernaron el área de la actual Botsuana de acuerdo con su política de gobierno indirecto. Llamada protectorado de Bechuanalandia en ese momento, el área experimentó poca intervención colonial en comparación con otras áreas dentro de la región. En parte, esto se debió a que Bechuanalandia no era una colonia de colonos. Además, esto también se debió al hecho de que el área evitó la anexión a la vecina Sudáfrica, gobernada por un régimen de la minoría blanca. Sin embargo, finalmente la intervención colonial se volvió más centralizada en 1919 cuando las autoridades británicas establecieron un Consejo Consultivo Nativo a nivel regional. Poco después, en 1920, se creó un Consejo Consultivo Europeo. Luego, durante los siguientes 36 años, estos consejos actuaron por separado hasta la formación de un Consejo Consultivo Conjunto. Este consejo no tenía el poder de aprobar legislación, pero podía debatir y comentar la legislación existente. Sin embargo, es importante señalar que las autoridades coloniales británicas a menudo construyeron estos consejos sobre la base de intereses explotadores. Como resultado, a menudo defendieron e impusieron la extracción económica colonial.

### Creación de la legislatura
En 1959, el comisionado residente de Bechuanalandia, Peter Fawcus, trabajó junto a figuras destacadas de Bechuanalandia como Seretse Khama para crear un nuevo Consejo Legislativo. Este consejo tenía el poder de aprobar leyes y desempeñaría un papel integral en la transición a la independencia. Este consejo estaba compuesto por diez funcionarios gubernamentales, diez africanos, diez europeos y un asiático residente en Bechuanalandia. La mayoría de los miembros que representaban a africanos y europeos procedían de los consejos africanos y europeos recién creados. Los consejos legislativos (LegCos) como este no estaban aislados de Bechuanalandia sino que eran comunes durante el dominio colonial británico tardío. Ken Opalo, un experto en política legislativa, señala que los funcionarios coloniales frecuentemente dominaron los LegCos durante su existencia. En consecuencia, los LegCos a menudo trabajaron para promover los deseos de la autoridad colonial. Durante la transición a la independencia, esto implicó empoderar a los ejecutivos y limitar el propio régimen legislativo. En muchos otros estados poscoloniales, esto contribuyó a décadas de autocracia.
Finalmente, cuando el dominio colonial británico comenzó a debilitarse, Seretse Khama se reunió con los miembros africanos del consejo en 1962 para formar el Partido Democrático de Bechuanalandia (BDP). Luego, poco después de este evento, un grupo compuesto por jefes, residentes blancos y miembros de los partidos políticos recién establecidos de Bechuanalandia se reunieron para redactar la futura constitución de Botsuana. En esta constitución estaban las líneas generales para la Asamblea Nacional. Luego, en marzo de 1965, se realizaron las primeras elecciones bajo sufragio universal, con tres partidos políticos participando en la campaña. El BDP obtuvo casi el 81% de los votos y 28 de los 31 escaños disponibles en la Asamblea. Poco después de estas elecciones, el país obtuvo oficialmente su independencia como República de Botsuana en 1966.

### Botsuana independiente
Aunque muchos países africanos experimentaron décadas de gobierno de partido único hasta la década de 1990, Botsuana ha tenido cinco transiciones presidenciales pacíficas y una democracia multipartidista constante desde su independencia. El Partido Democrático de Botsuana, anteriormente Partido Democrático de Bechuanalandia, siempre ha obtenido la mayoría de escaños en la Asamblea Nacional y es un símbolo constante del movimiento de liberación nacional.
Mientras tanto, a diferencia del BDP, los partidos de oposición en la Asamblea Nacional han cambiado sistemáticamente desde la independencia. Durante la década de 1990, la urbanización y la repentina prominencia del sector minero debilitaron la base política del BDP centrada en la agricultura. Debido a esta fragilidad percibida, algunos de los partidos de oposición pudieron fusionarse en el Frente Nacional de Botsuana (BNF) y casi crearon un partido de oposición unificado para contrarrestar al BDP. Sin embargo, a finales de la década de 1990, el BNF se fracturó y no volvió a estar cerca de rivalizar con el BDP de nuevo.
Sin embargo, a pesar de la inconsistencia de la oposición, el dominio del BDP ha creado rutinariamente preocupación entre los opositores sobre si la Asamblea Nacional puede actuar como un control adecuado contra el presidente. En particular, muchos ven un problema con la falta de separación entre la Asamblea Nacional y el ejecutivo en la formación del Parlamento. Además de esta preocupación, estudiosos de ciencias políticas como David Sebudubudu señalan que el presidente tiene influencia directa sobre los parlamentarios porque el 42% de la Asamblea Nacional también está en el gabinete del presidente. En una crítica a la Asamblea Nacional, Sebudubudu y sus colegas explican que la lealtad y las ambiciones personales pueden impedir la capacidad de los miembros del BDP de actuar libremente en la asamblea. A raíz de esta preocupación general, en 1988 la Asamblea Nacional aprobó una moción instando a la separación del Parlamento, y por tanto de la Asamblea Nacional, de la oficina del presidente. Luego, en 2002, el portavoz Ray Molomo se hizo eco de esta moción cuando pidió a un equipo especial que estudiara la posibilidad de formar una Asamblea Nacional independiente del ejecutivo. Más recientemente, durante la década de 2010, la preocupación por el poder del ejecutivo llevó a un partido de oposición, el Movimiento por la Democracia de Botsuana (BMD), a acusar al BDP de autocracia.
Junto a esta preocupación por el dominio del BDP, también existe ansiedad por las pocas mujeres parlamentarias en la Asamblea Nacional. Después de las elecciones de 2009, en las que sólo dos mujeres fueron elegidas directamente para la asamblea, algunos politólogos como Gretchen Bauer expresaron su preocupación por el hecho de que la representación de las mujeres no aumentaba con el tiempo. Aunque las candidatas suelen ser competitivas en las elecciones, a menudo les resulta difícil avanzar más allá de la etapa primaria de los partidos políticos. Además, en esta línea de representación, académicos como el investigador James Kirby también han expresado que hay poco espacio para que los grupos étnicos minoritarios como los basarwa expresen sus opiniones dentro de la Asamblea Nacional.
Después de las elecciones generales de 2019, la preocupación por las pocas mujeres diputadas resurgió una vez más, ya que solo tres mujeres fueron elegidas para la Asamblea Nacional. Para abordar este problema, el presidente Mokgweetsi Masisi decidió nominar a cuatro mujeres para los escaños de elección especial. Entre los miembros nominados se encontraba la destacada activista de derechos humanos Unity Dow y la funcionaria financiera Peggy Serame.
Después de estas nominaciones, en marzo de 2020 se produjo otro acontecimiento significativo para la Asamblea Nacional. Debido a la pandemia de COVID-19, el presidente Masisi pidió un estado de emergencia pública de seis meses para hacer frente al virus. Esta fue solo la segunda declaración de estado de emergencia pública en la historia de Botsuana. Sin embargo, aunque la Asamblea Nacional finalmente aprobó el estado de emergencia pública de seis meses, todavía había preocupación entre los miembros de los partidos de oposición por los poderes que otorgaría al presidente. Como resultado, el debate sobre la aprobación del estado de emergencia pública fue transmitido en la televisión nacional con el fin de mejorar la transparencia. Poco después, la Asamblea Nacional de Botsuana atrajo la atención internacional porque todos los miembros del Parlamento, incluido el presidente, se vieron obligados a ponerse en cuarentena debido a la exposición al virus COVID-19.

## Elecciones

### Procesos y tendencias
La Asamblea Nacional es la única parte del Gobierno Nacional botsuano que eligen los ciudadanos comunes. Botsuana utiliza un sistema de mayoría absoluta para las elecciones mediante el cual los candidatos con la mayor cantidad de votos ganan distritos electorales uninominales. Originalmente, la votación se realizaba con discos que correspondían a varios candidatos según el color. Luego, en 1999, las elecciones nacionales pasaron a utilizar boletas de papel. En cuanto a la seguridad de los votantes, el 89% de los encuestados del Afrobarómetro expresaron que podían votar libremente sin presiones externas.
Las elecciones para la Asamblea Nacional de Botsuana se llevan a cabo cada cinco años, y la última elección tuvo lugar en 2019. Para algunos partidos políticos, las elecciones para diputados están precedidas por primarias. Sin embargo, organizar primarias no es una obligación legal en Botsuana. Además, actualmente no existe un sistema de cuotas de género para las elecciones a la Asamblea Nacional. En una encuesta reciente, el apoyo a un sistema de cuotas de género se dividió casi por igual. Un 48% se mostró a favor de la idea y un 47% la desaprobó. 
Para ser candidato a miembro del Parlamento, una persona debe tener dieciocho años, estar registrada para votar y además ser ciudadano de Botsuana. También deben poder leer y hablar inglés. Junto con esto, existen circunstancias en las que una persona puede ser inhabilitada para ocupar un cargo. Por ejemplo, una persona no puede ser declarada en quiebra , etiquetada como loca o condenada a una pena de prisión superior a seis meses. Tampoco pueden ser miembros activos de Ntlo ya Dikgosi ni funcionarios públicos que supervisen las elecciones.
Desde 1965, el BDP ha obtenido la mayoría de escaños en la Asamblea Nacional en todas las elecciones. Sin embargo, aunque el BDP ha recibido un apoyo constante (especialmente de los distritos electorales rurales), hay evidencia de que las elecciones se están volviendo más competitivas con el tiempo. A lo largo de la década de 2000, el número de distritos electorales competitivos aumentó. Además de esto, el BDP ha estado ganando más escaños por mayoría simple que por mayoría absoluta en las elecciones recientes. En 2014, por primera vez en la historia de la nación, los partidos de oposición obtuvieron la mayoría del total de votos. Luego, durante las elecciones de 2019, el expresidente Ian Khama cambió de lealtad y respaldó a la coalición opositora Paraguas para el Cambio Democrático (UDC). Sin embargo, a pesar de estos dos acontecimientos notables, el BDP siempre ha mantenido su mayoría de escaños en la Asamblea Nacional. En las elecciones de 2019, el BDP obtuvo 38 escaños y la UDC quedó muy por detrás con sólo 15 escaños. Tres de los cuatro escaños restantes fueron para el Frente Patriótico de Botsuana (BPF), mientras que el otro fue para la Alianza para los Progresistas.
En cuanto a la participación electoral, hubo 900.000 electores registrados para las elecciones de 2019. Además, la encuesta Afrobarómetro de 2019 mostró que el 63% de las personas (64% de las mujeres y 62% de los hombres) votaron en las elecciones de 2014. Anteriormente, en 1999, la preocupación por la participación de los votantes había sido una noticia destacada en el país. Antes de las elecciones de 1999, 60.000 votantes potenciales fueron descalificados accidentalmente cuando las listas de votantes se completaron demasiado tarde. Festus Mogae, que era el presidente en ese momento, declaró el primer estado de emergencia pública del país para convocar la Asamblea Nacional y aprobar una ley que permitiera votar a personas privadas involuntariamente de sus derechos.

### Composición histórica de la Asamblea Nacional

Partido ganador por circunscripción en las elecciones generales de 2024.

| Partido político           | Partido político                               | Año electoral | Año electoral | Año electoral | Año electoral | Año electoral | Año electoral | Año electoral | Año electoral | Año electoral | Año electoral | Año electoral | Año electoral | Año electoral |
| Partido político           | Partido político                               | 1965          | 1969          | 1974          | 1979          | 1984          | 1989          | 1994          | 1999          | 2004          | 2009          | 2014          | 2019          | 2024          |
| -------------------------- | ---------------------------------------------- | ------------- | ------------- | ------------- | ------------- | ------------- | ------------- | ------------- | ------------- | ------------- | ------------- | ------------- | ------------- | ------------- |
|                            | Partido Democrático de Botsuana (BDP)          | 28            | 24            | 27            | 28            | 29            | 31            | 27            | 33            | 44            | 45            | 37            | 38            | 4             |
|                            | Frente Nacional de Botsuana (BNF)              | —             | 3             | 2             | 2             | 5             | 3             | 13            | 6             | 12            | 6             | 8             | 4             | 23            |
|                            | Partido Popular de Botsuana (BPP)              | 3             | 3             | 2             | 1             | 1             | —             | —             | —             | —             | —             | —             | —             | 4             |
|                            | Partido del Congreso de Botsuana (BCP)         | —             | —             | —             | —             | —             | —             | —             | 1             | 1             | 4             | 3             | 11            | 15            |
|                            | Partido de la Independencia de Botsuana (BIP)  | —             | 1             | 1             | —             | —             | —             | —             | —             | —             | —             | —             | —             | —             |
|                            | Movimiento por la Democracia de Botsuana (BMD) | —             | —             | —             | —             | —             | —             | —             | —             | —             | —             | 9             | —             | —             |
|                            | Frente Patriótico de Botsuana (BPF)            | —             | —             | —             | —             | —             | —             | —             | —             | —             | —             | —             | 3             | 5             |
|                            | Alianza para los Progresistas (AP)             | —             | —             | —             | —             | —             | —             | —             | —             | —             | —             | —             | 1             | 6             |
|                            | Independientes (UDC)                           | —             | —             | —             | —             | —             | —             | —             | —             | —             | —             | —             | —             | 3             |
|                            | Independientes                                 | —             | —             | —             | —             | —             | —             | —             | —             | —             | 1             | —             | —             | 1             |
| Gobierno Oposición oficial |                                                |               |               |               |               |               |               |               |               |               |               |               |               |               |

## Opinión pública
Con cinco transiciones presidenciales pacíficas, un gobierno multipartidista consistente y una ausencia de intentos de golpe militar, el sistema político de Botsuana es extremadamente estable. Sin embargo, a pesar de esto, las encuestas recientes de Afrobarómetro mostraron comentarios variados de los encuestados botsuanos sobre el desempeño de la Asamblea Nacional. Aunque el 34% de los encuestados estuvo de acuerdo en que el Parlamento actúa bien para reflejar sus opiniones, el 35% no estuvo de acuerdo. Más concretamente, el 57% de los encuestados afirmaron que desaprobaban la actuación de su propio representante en el Parlamento. Mientras tanto, en cuanto a la confianza de los encuestados en el gobierno, el 24% no confía en absoluto en el Parlamento y el 28% sólo confía un poco en el Parlamento.